# C/1969 Y1 (Bennett)
Pour les articles homonymes, voir Comète Bennett et Bennett.
La comète Bennett, désignée officiellement C/1969 Y1 (ainsi que 1970 II et 1969i), fut l'une des deux comètes les plus brillantes des années 1970, avec la comète West. Le nom est également porté par une autre comète, C/1974 V2 (Bennett).
Découverte par John Caister Bennett le 28 décembre 1969 alors qu'elle était encore à presque 2 UA du Soleil, elle atteignit son périhélie le 20 mars, passant au plus près de la Terre le 26 mars 1970 alors qu'elle repartait, atteignant la magnitude 0. Elle fut observée pour la dernière fois le 27 février 1971.